# William Hutchinson Norris

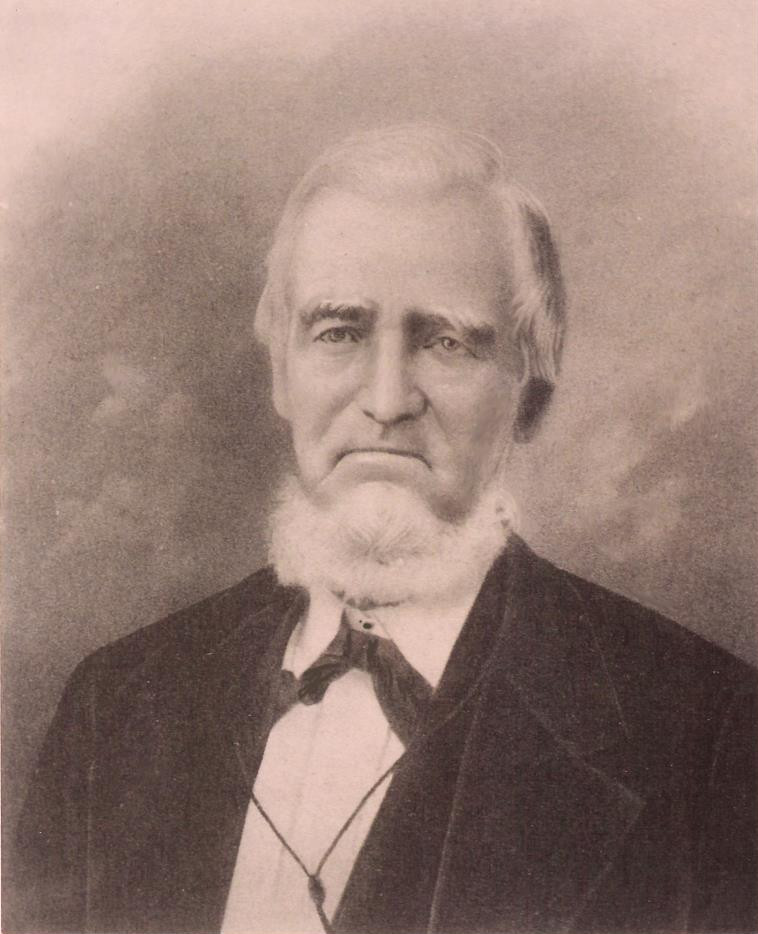
Ilustração de Norris

William Hutchinson Norris (Oglethorpe, 1800 - Santa Bárbara d'Oeste, 1893) foi um coronel estadunidense, advogado e senador pelo Alabama. Chegou ao Brasil em 27 de dezembro de 1865, no porto do Rio de Janeiro e foi o primeiro emigrante norte-americano a se instalar em terras que na época pertenciam ao município de Santa Bárbara d'Oeste e hoje fazem parte da atual cidade de Americana. Lutou na Guerra Mexicano-Americana, onde recebeu sua patente de coronel.

## Biografia
William Hutchinson Norris nasceu no estado da Geórgia, mas passou a maior parte de sua vida no Alabama na cidade de Mobile. Lutou na Guerra Mexicano-Americana, onde recebeu sua patente de coronel. Seus filhos Robert, Frank, Reece e Clay Norris lutaram na Guerra Civil Americana Robert Noris foi nomeado sargento-major e lutou em várias batalhas, não sendo ferido por sorte. Foi promovido a tenente no 60° Regimento do Alabama e deu baixa em 20 de setembro de 1864. Aos 65 anos, o Coronel Norris veio para o Brasil plantar algodão juntamente com seu filho Robert Norris.
Em 1866, William e seu filho subiram a Serra do Mar, pararam em São Paulo e especularam terras. Foram-lhes oferecidas de graça terras onde hoje é o bairro do Brás, mas ele não aceitou pois era brejo. Também lhes ofereceram as terras onde hoje é São Caetano, e recusaram pelo mesmo motivo. Resolveram ir para Campinas, mas, na época, a estrada de ferro ia somente 20 quilômetros além de São Paulo, e não era vantagem nenhuma pegá-la, sendo que Campinas fica a 90 quilômetros de São Paulo. Então os Norris compraram um carro de boi e foram rumo a Campinas. Levaram 15 dias para atingir a cidade, e lá ficaram por um tempo procurando terras, até lançarem suas vistas sobre a planície que se estendia de Campinas até Vila Nova da Constituição (atual Piracicaba).
Os Norris compraram terras da sesmaria de Domingos da Costa Machado e estabeleceram-se às margens do Ribeirão Quilombo, na cidade de Santa Bárbara d'Oeste, onde hoje é o centro da cidade de Americana. Logo ao chegar, o Coronel Norris passou a ministrar cursos práticos de agricultura aos fazendeiros da região, interessados no cultivo do algodão e nas novas técnicas agrícolas. O arado que ele trouxe dos Estados Unidos causou tanta sensação e curiosidade que, em pouco tempo, já tinham uma escola prática de agricultura, com muitos alunos que lhe pagavam pelo privilégio de aprender e ainda cultivar suas roças. O Coronel escreveu para sua família que tinha conseguido 5 mil dólares só com isso. Em meados de 1867 chegou o resto de sua família acompanhada de muitos parentes.